# Дети Театральной улицы
«Дети Театральной улицы» — американский документальный фильм 1977 года об Академии русского балета им. Вагановой, снятый Робертом Дорнхельмом и Эрлом Маком, рассказанный Грейс Келли.
Дебютный фильм австрийского режиссера рассказывает об обучении в Академии балета имени Вагановой в Ленинграде, а в качестве рассказчика выступает княгиня Монако Грейс.
Документальный фильм был показан в кинотеатрах США 9 мая 1977 года.
В качестве альтернативы иногда можно найти два неофициальных немецких перевода названий фильмов «Die Kinder der Theaterstraße» и «Aufgewachsen hinter den Kulissen zu finden».

## Сюжет
В фильме о Мариинском театре рассказывается о приёме и условиях обучения молодых российских танцоров по методу Вагановой в Ленинградское хореографическое училище. Среди бывших выпускников академии Вацлав Нижинский и Анна Павлова, среди прочих.
Марго Фонтейн, Пол Ньюман и Джоанн Вудворд изначально обсуждались на роль рассказчика. Благодаря тесному сотрудничеству между монегасками и русской балетной школой была выбрана принцесса Монако Грейс. Большую часть текстов она написала сама, вступительные сцены с участием принцессы снимались на сцене оперного театра Монте-Карло и на яхте в гавани. Живые записи балетных спектаклей были сделаны в Кировском театре в Ленинграде, Большом театре и Малом театре в Москве.
Фильм получил хорошие отзывы, но имел лишь умеренный коммерческий успех.
Совместное производство западных и советских кинематографистов закончилось скандалом, когда продюсер Эрл Мак отказался менять сцену. В сеттинге, связанном с историей танца, упоминались три знаменитых выпускника Михаил Барышников, Рудольф Нуриев и Наталья Макарова, бежавшие на Запад.
Советская сторона отказалась от своей поддержки и отменила московскую премьеру.

## Критика
Ричард Шикель из Time написал, что «Дети с Театральной улицы» «никогда не встают в точку», заявив, что история рассказана «прямо и довольно бесхитростно».
Джанет Маслин из New York Times также раскритиковала фильм, назвав его «серьёзным, усердным и полностью приземлённым, прекрасной иллюстрацией того, как легко демистифицировать искусство, слишком стараясь понять его».
«Дети театральной улицы» были номинированы на премию « Оскар» за лучший документальный фильм.

## Актерский состав
- Ангелина Армейская в роли самой себя
- Микаэла Черна в роли самой себя
- Галина Мезенцева в роли самой себя
- Константин Саклинский в роли самой себя
- Алек Тимушин в роли самого себя
- Лена Воронцова в роли самой себя

## Примечание
1. 1 2  http://www.imdb.com/title/tt0075839/
2. ↑  http://www.ofdb.de/film/75010,The-Children-of-Theatre-Street
3. ↑  Золотая клетка Грейс Келли. Домашний очаг. Дата обращения: 10 апреля 2022. Архивировано 12 ноября 2021 года.
4. ↑  Schickel, Richard (30 января 1978). Soft Shoe. TIME Magazine. 111 (5): 60–60. ISSN 0040-781X.
5. ↑  Maslin, Janet (21 декабря 1977). Film: Children of the Kirov. The New York Times. ISSN 0362-4331. Архивировано 1 мая 2021. Дата обращения: 1 мая 2021.
6. ↑  NY Times: The Children of Theatre Street. The New York Times. Baseline & All Movie Guide (2011). Дата обращения: 25 ноября 2008. Архивировано из оригинала 21 мая 2011 года.
7. ↑  The 50th Academy Awards (1978) Nominees and Winners. oscars.org. Дата обращения: 12 июня 2019. Архивировано 2 апреля 2015 года.